# How to Re-Assemble an Atomic Bomb
How to Re-Assemble an Atomic Bomb è un album in studio del gruppo musicale irlandese U2, pubblicato il 22 novembre 2024 dalla Island Records, per il 20° anniversario dell'album How to Dismantle an Atomic Bomb.

## Storia
Il disco è stato registrato nel 2003-2004 e ultimato nel 2024. Le dieci canzoni che compongono l'album provengono dalle sessioni di registrazione dell'album How to Dismantle an Atomic Bomb (2004) e per vent'anni rimaste inedite.

## Descrizione
La prima versione della traccia Luckiest Man in the World era stata eseguita dal vivo durante diversi concerti del tour U2 360° Tour; inizialmente questa canzone circolava in internet con il titolo Mercy. I brani Country Mile, Picture of You (X+W) e Happiness sono stati estratti come singoli promozionali.
Il brano All Because of You 2 è una versione "grezza" del brano originale incluso nell'album How to Dismantle an Atomic Bomb.
La traccia Fast Cars, che in precedenza era apparsa in alcune edizioni limitate dell'album How to Dismantle an Atomic Bomb, doveva essere inclusa in quest'album, ma venne reinserita nell'edizione rimasterizzata per il 20° anniversario dell'album How to Dismantle an Atomic Bomb, come traccia bonus.

## Tracce
Testi di Bono, eccetto dove indicato, musiche di U2.
1. Picture of You (X+W) – 4:18 (testo: Bono, The Edge)
2. Evidence of Life – 3:06 (testo: The Edge)
3. Luckiest Man in the World – 6:12
4. Treason – 4:44
5. I Don't Wanna See You Smile – 3:17 (testo: Bono, Simon Carmody)
6. Country Mile – 4:59 (testo: Bono, The Edge)
7. Happiness – 4:30 (testo: Bono, The Edge)
8. Are You Gonna Wait Forever? – 3:50
9. Theme from "The Batman" – 1:44 (musica: The Edge)
10. All Because of You 2 – 3:33

Durata totale: 40:13

## Formazione
Gruppo
- Bono – voce (eccetto tracce 2 e 9), chitarra aggiuntiva (tracce 3 e 6), cori (traccia 2)
- The Edge – chitarra, cori (eccetto tracce 5, 8 e 9), tastiera (tracce 2 e 9), sintetizzatore (traccia 7), voce (tracce 2, 4 e 6), basso e programmazione (traccia 9)
- Adam Clayton – basso (eccetto traccia 9)
- Larry Mullen – batteria, percussioni (eccetto traccia 9)

Altri musicisti
- Dave Stewart – tastiera e chitarra aggiuntivo (traccia 4)
- Gateway Ambassador Singers – voce agguntiva (traccia 4)
- Mike Elizondo – programmazione (traccia 4)

Produzione
- Chris Thomas – produzione (eccetto tracce 8 e 9)
- The Edge – produzione (traccia 9)
- Daniel Lanois – produzione (traccia 8)
- Brian Eno – produzione (traccia 8)
- Duncan Stewart – produzione (eccetto tracce 8 e 9), registrazione, missaggio
- Steve Lillywhite – produzione
- Jacknife Lee – produzione (eccetto tracce 8 e 9), missaggio
- Carl Glanville – ingegneria del suono
- Chris Heaney – assistenza ingegneria del suono